# Юшковичи (Мядельский район)
Юшковичи (бел. Ю́шкавічы) — деревня в Мядельском районе Минской области Беларуси. Входит в состав Мядельского сельсовета. Население 29 человек (2009).

## География
Юшковичи находятся в 8 км к северо-востоку от центра города Мядель и в 2 км к югу от границы с Витебской областью. Соединены местными автомобильными дорогами с Мяделем и окрестными деревнями. Местность принадлежит к бассейну Западной Двины, южнее деревни протекает небольшая река Зеленуха, впадающая в озеро Мядель.

## История
В Национальном историческом архиве Беларуси сохранились метрические книги Юшковской униатской церкви Вилейского уезда за 1827 — 1833 годы.
В 1863 году деревня Юшковичи входила в состав прихода православной Старо-Мядельской церкви.

В 1868 году был осуществлен капитальный ремонт приписной Юшковской церкви. «Литовские епархиальные ведомости» от 15 января 1869 года сообщают следующие сведения:
«Литовская Духовная Консистория слушали рапорт Мядиольского благочинного священника Бывалькевича, от 28 августа 1868 года за № 320 о том, что на Юшковской церкви, приписной к Старо-Мядельской, сделаны: новая досчатая крыша и купол малого размера, кроме того стены оной церкви и фундамент исправлены. На таковую починку церкви пожертвовали лесной материал следующие лица: 1) помещики имения Веречаты Казелы 3 пня на 3 рубля; 2) помещик имения Юшкович Хомский 3 пня на 3 руб.; 3) помещик имения Коровиц Петельчик 1 пень на 1 руб.; 4) помещик имения Белявин Белецкий 2 пня на 2 руб.; 5) наставник народного училища Леонович 2 пня на 1 руб. 50 к. и 6) старшина Мядиольской волости Чернявский 2 пня на 2 руб., а всего лесу пожертвовано штук 13 на 12 руб. 50 коп. Прихожанами Старо-Мядельской церкви пожертвовано суммы 56 руб. 7 1/2 коп., именно: а) на уплату еврею Шмуйле за пиловку 3 коп досок 20 руб. 50 коп.; б) на уплату плотнику Семену Минчаку за перекрытие церкви, за сделание купола и исправление стены 24 руб.; в) на уплату еврею Киве Гордону за 30 фунтов гвоздей 3 руб. 75 коп.; г) на уплату ему же за 10 фунтов листового железа 1 руб. 50 коп.; д) на уплату ему же за масло и краску 3 руб. 12 1/2 коп.; е) на уплату Семену Алькевичу, за починку фундамента 2 руб. 45 коп. и ж) на покупку пня соснового дерева 1 руб. А всего пожертвовано лесом и деньгами на перекрытие Юшковской церкви, исправление стен и фундамента шестьдесят восемь руб. пятьдесят семь с половиною коп.; кроме чернорабочих от прихожан, бесплатно доставлявших на место материал и являвшихся на помощь плотнику, по его востребованию. Местному священнику, прихожанам и прочим жертвователям за усердие их к храму Божию изъявлена признательность Епархиального начальства».
В 1904 году на месте деревни находились одноимённая усадьба, фольварок, застенок, поселок и деревня Мядельской волости Вилейского уезда Виленской губернии.
Усадьба находилась во владении Леоновича (2 жителя, 3 десятины земли). Фольварок был владением Купревичей (33 жителя, 120 десятин земли). Застенок — владение Нафрановичей (13 жителей, 43 десятины земли). Поселок принадлежал притчу Старо-Мядельской православной церкви и насчитывал 12 жителей и 40 десятин земли. Деревня насчитывала 191 жителя, которые владели 142 десятинами земли.
В 1908 году в деревне было 24 двора и 174 жителей.
В годы Первой мировой войны вблизи деревни проходила линия русско-немецкого фронта. В это время была разрушена Юшковская приписная церковь.
С октября 1920 года — в составе Срединной Литвы.
В 1921 году — 45 дворов, 240 жителей.
20 февраля 1922 сейм Срединной Литвы принял резолюцию о безоговорочном вхождении в состав Польской Республики.
Согласно административно-территориальному делению, деревня Юшковичи входила в состав Мядельской гмины Дуниловичского повета Виленского воеводства.
С 1925 года — в Поставском повете.
B 1931 году — 52 дворов, 251 жителей.
В 1936 году в Юшковичах родился белорусский писатель Аркадий Нафранович.
В сентябре 1939 года Юшковичи были присоединены к БССР силами Белорусского фронта РККА.
С 12 октября 1939 года — в Боярском сельсовете Мядельского района Вилейской области.
В 1940 году — 50 дворов, 156 жителей.
В годы Второй мировой войны, деревня была сожжена в сентябре 1943 года немецко-фашистскими захватчиками (50 дворов). После войны восстановлена.
С 20 сентября 1944 года — в составе Молодечненской области.
В 1949 году в деревне создан колхоз «Новая жизнь».
С 16 июля 1954 года — в составе Мядельского сельсовета (с 17.11.1959 г. — горпоссовета).
С 20 января 1960 года — в составе Минской области.
С 11 февраля 1960 года деревня в составе колхоза «Сталинский путь».
С 20 ноября 1961 года — в составе колхоза «Ленинский путь» (центр — в д. Бояры).
По состоянию на 1 января 1997 года — в деревне 36 дворов и 56 жителей, работал магазин.

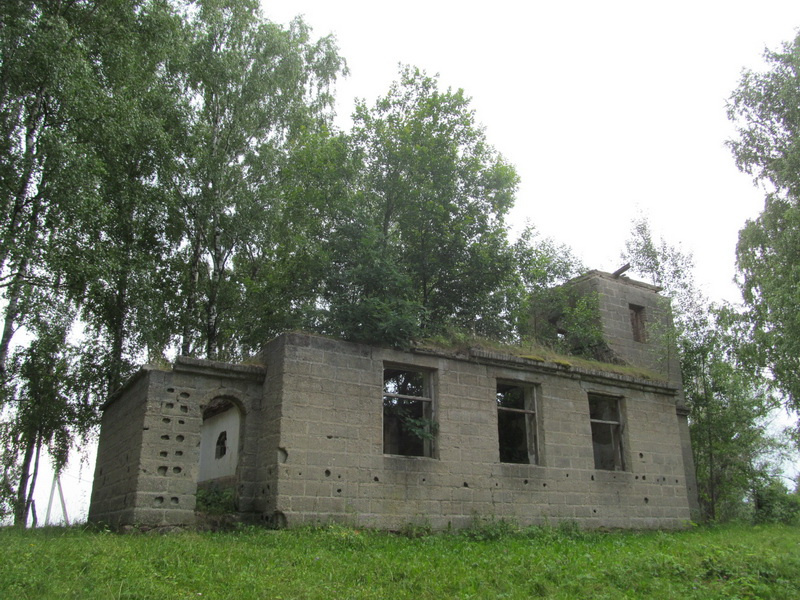
Руины костёла

## Достопримечательности
- Руины католической часовни, построенной по проектам 1935 и 1936 гг.[5], когда деревня входила в состав Польши.